# Howard Donald
Howard Paul Donald (Droylsden, 28 aprile 1968) è un cantante, ballerino e disc jockey britannico, componente del gruppo musicale pop Take That.

## Biografia
Componente del gruppo Take That, vi entra a far parte all'inizio degli anni novanta, dopo una breve carriera di ballerino di break-dance. Con il gruppo ottiene un successo straordinario, portando il suo contributo soprattutto come vocalist: sue le interpretazioni di Never Forget e If this is love. Al momento dello scioglimento del gruppo, nel 1996, non punta sulla carriera da solista come alcuni suoi colleghi, ma si dedica all'attività di dee-jay in vari club di Londra e in Germania, esibendosi anche in Italia nell'ottobre 2001 con il Ministry of Sound e presso un club nella provincia di La Spezia. Ha inciso una sola canzone pop, intitolata Speak without words, subito dopo lo scioglimento del gruppo nel 1996, peraltro mai pubblicata ufficialmente.
Nel 2006 decide con i suoi colleghi di ridar vita al vecchio gruppo dopo un tour che registra il tutto esaurito pubblicando un nuovo cd Beautiful World a 10 anni di distanza dallo scioglimento dei Take That. Ora si dedica con i colleghi alla promozione del nuovo album Progress. Il 12 luglio 2011 è stato in Italia con il resto della band nello stadio di San Siro per realizzare l'unica tappa italiana di questo nuovo album.

## Vita privata
È padre di due figlie, Grace, nata nel 1999, e Lola, nata nel 2005, avute da due compagne diverse.